# Field-aligned irregularities
Field-aligned irregularities (engl.) sind ein physikalischer Effekt in der Ionosphäre, der zu Überreichweiten von Funksignalen führt.
Es handelt sich um eine meist mehrere Stunden dauernde Veränderung in der Plasmadichte der E- und F-Schichten der Ionosphäre, bei der sich die Elektronen nach dem Erdmagnetfeld ausrichten. Dadurch entstehen Überreichweiten von UKW-Signalen.